# Famars
Famars és un municipi francès, situat a la regió dels Alts de França, al departament del Nord. L'any 2006 tenia 7.417 habitants. Limita al nord amb Aulnoy-lez-Valenciennes, al sud-est amb Artres, al sud amb Quérénaing, a l'oest amb Maing i al nord-oest amb Trith-Saint-Léger.

## Demografia
| 1962                                       | 1968  | 1975  | 1982  | 1990  | 1999  | 2006  |
| ------------------------------------------ | ----- | ----- | ----- | ----- | ----- | ----- |
| 929                                        | 1.132 | 1.567 | 1.444 | 2.002 | 2.499 | 2.478 |
| Des de 1962: població sense dobles comptes |       |       |       |       |       |       |

## Administració
| Període   | Identitat        | Partit |
| --------- | ---------------- | ------ |
| 1983-2001 | André Lottiaux   |        |
| 2001-2008 | Albert Ioos      |        |
| 2008-     | Véronique Dupire |        |